# Bunnell
Bunnell is een plaats (city) in de Amerikaanse staat Florida, en valt bestuurlijk gezien onder Flagler County.

## Demografie
Bij de volkstelling in 2000 werd het aantal inwoners vastgesteld op 2122.
In 2006 is het aantal inwoners door het United States Census Bureau geschat op 1706, een daling van 416 (-19,6%).

## Geografie
Volgens het United States Census Bureau beslaat de plaats een oppervlakte van
12,1 km², geheel bestaande uit land. Bunnell ligt op ongeveer 3 m boven zeeniveau.

## Plaatsen in de nabije omgeving
De onderstaande figuur toont nabijgelegen plaatsen in een straal van 32 km rond Bunnell.